# Spirale logarithmique

Spirale logarithmique d'équation

Une spirale logarithmique est une courbe dont l'équation polaire est de la forme : 
{\displaystyle r=ab^{\theta }}
où a et b sont des réels strictement positifs (b différent de 1) et {\displaystyle \theta \mapsto b^{\theta }} la fonction exponentielle de base b.
Cette courbe étudiée au XVIIe siècle a suscité l'admiration de Jacques Bernoulli pour ses propriétés d'invariances. On la trouve dans la nature, par exemple dans la croissance de coquillages ou pour la disposition des graines de tournesol.

## Fragments d'histoire
Le nom de spirale logarithmique lui est donné par Pierre Varignon. La spirale logarithmique porte aussi le nom de spirale équiangle, spirale de croissance.
La spirale logarithmique a été étudiée par Descartes et Torricelli qui en a cherché la longueur. Dès 1659, John Wallis sait que la longueur de la spirale est finie. Selon lui, la rectification de la spirale logarithmique et sa quadrature est réalisée par son compatriote Christopher Wren. Mais celui qui lui a consacré un ouvrage est Jacques Bernoulli (1691) qui la nomme spira mirabilis. Impressionné par ses propriétés d'invariances, il a demandé que soient gravées sur son tombeau à Bâle une spirale logarithmique ainsi que la maxime « eadem mutata resurgo » (« je renais changé à l'identique »). Le graveur, plus artiste que mathématicien, a hélas gravé une spirale d'Archimède.
On retrouve la spirale logarithmique dans la forme de certaines galaxies, dans le développement de certaines coquilles de mollusque et dans l'agencement de certaines fleurs. La spirale logarithmique fut souvent utilisée par l'homme, notamment dans les constructions architecturales, tels certains clochers, jardins, paysages, allées de châteaux ou belvédères, dans lesquels la forme en ouverture confère à l'édifice une dimension d'infini.[réf. souhaitée] D'Arcy Thomson lui consacre un chapitre dans son traité, On Growth and Form (1917).

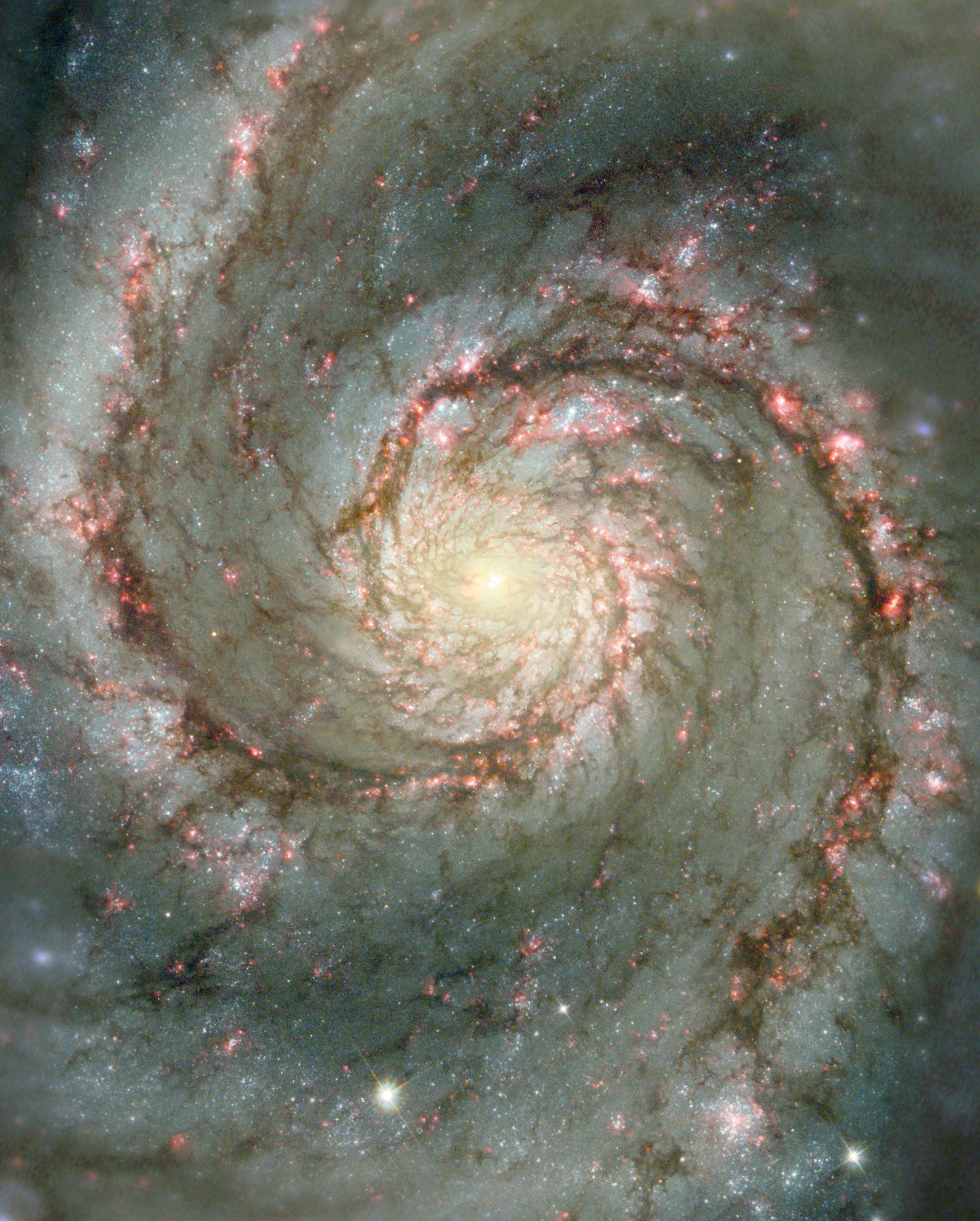
Galaxie en spirale logarithmique (M51)
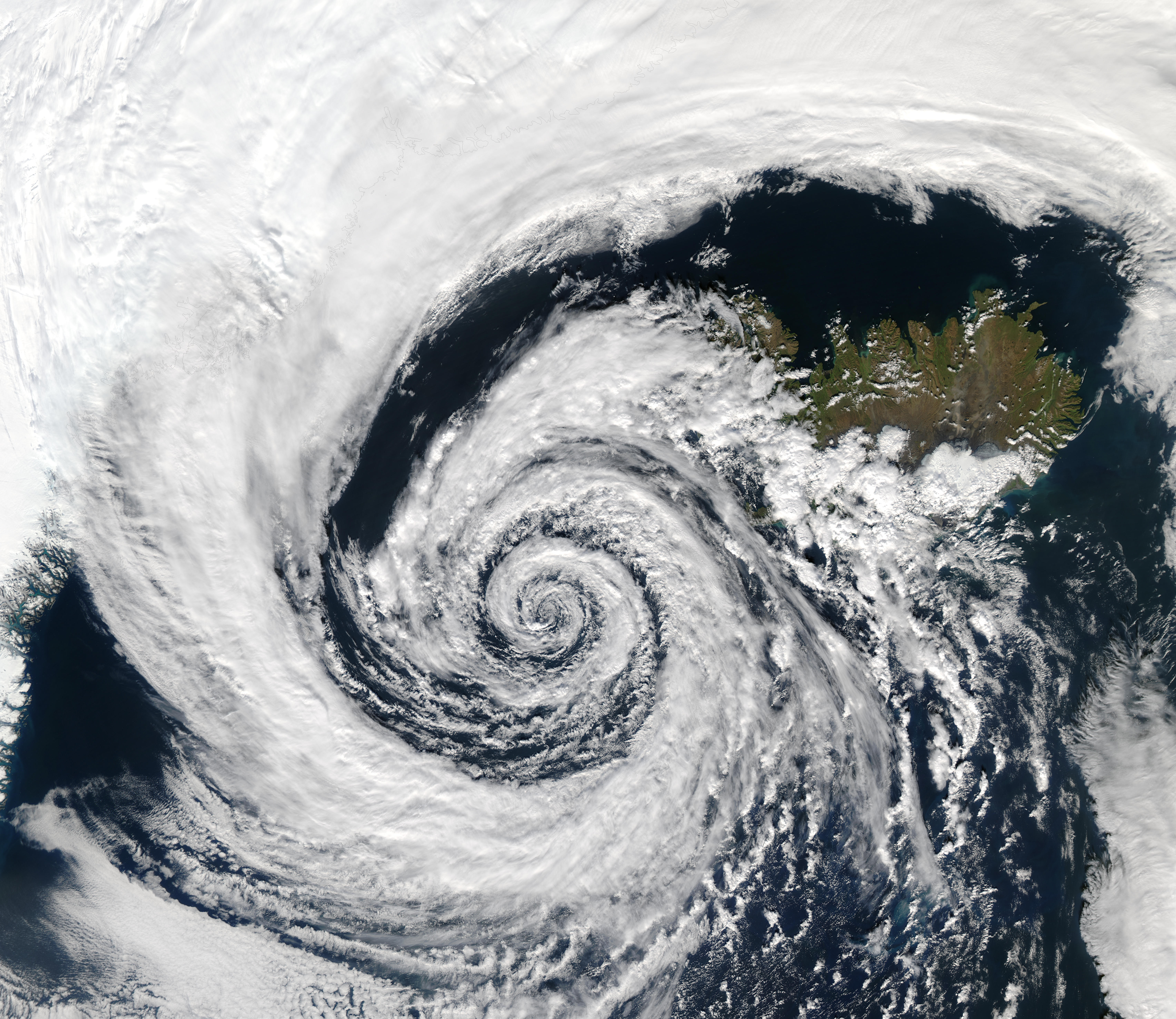
Cyclone polaire au large de l'Islande
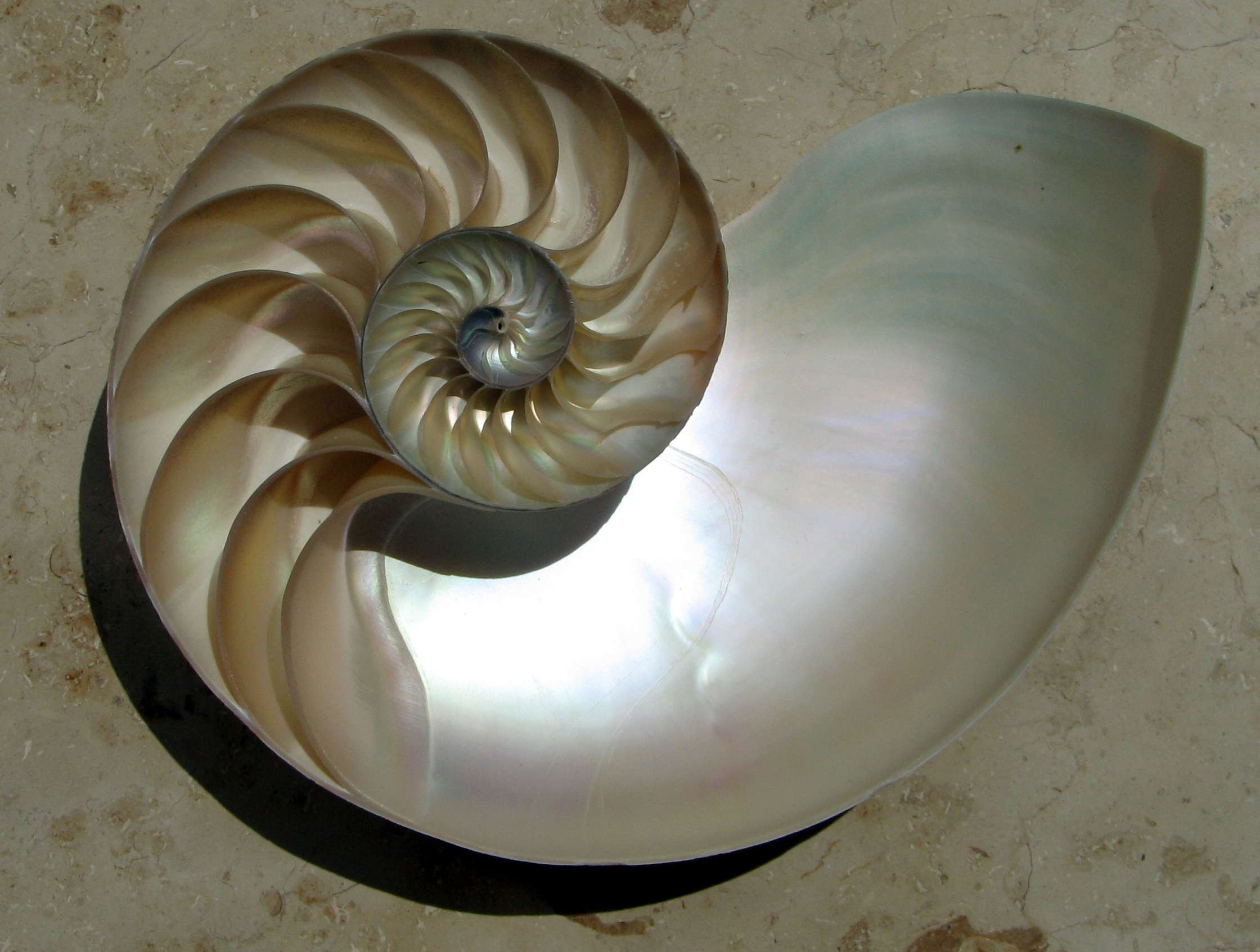
Coupe sagittale d'une coquille de nautile
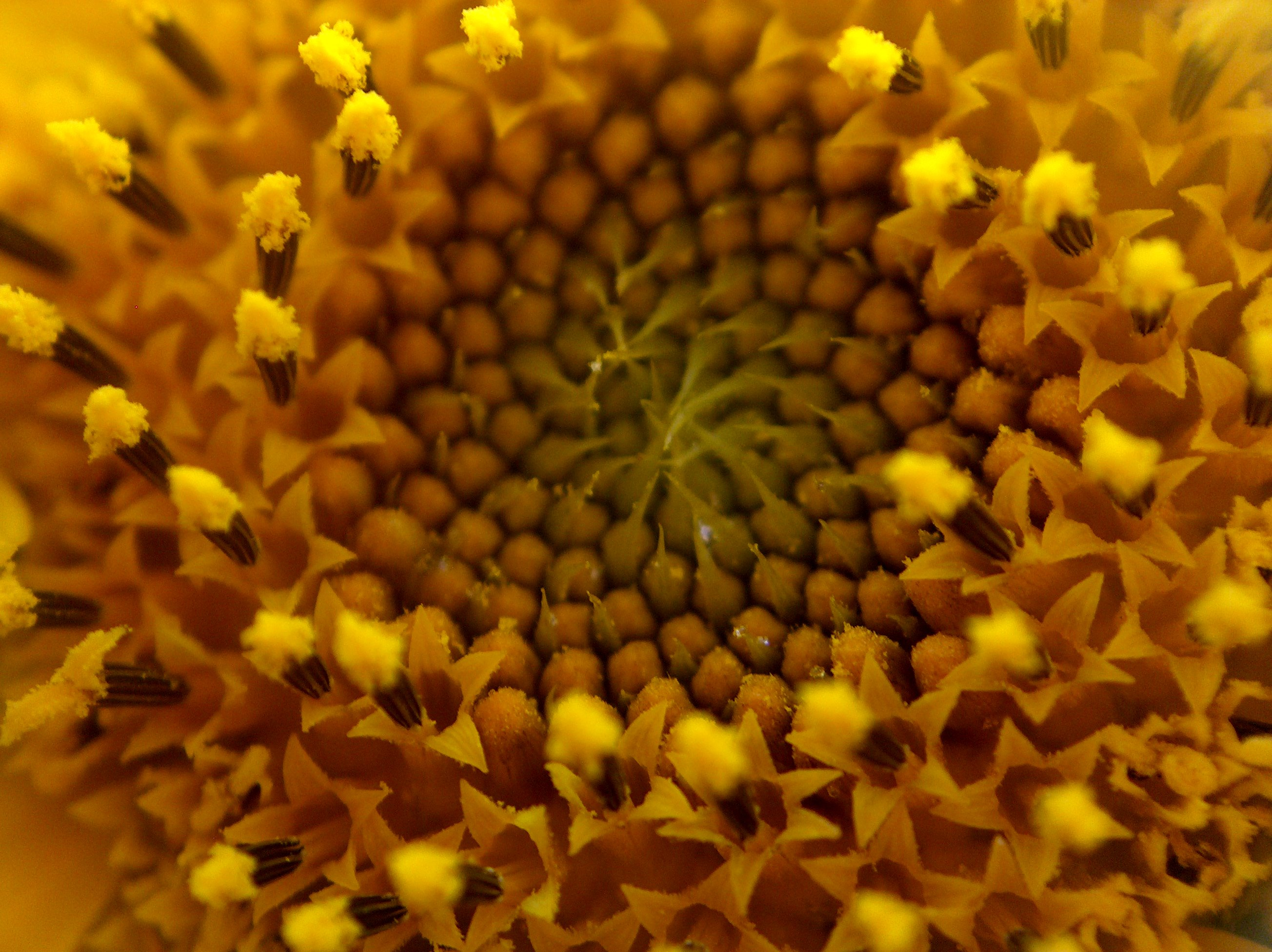
Détail d'une fleur de tournesol
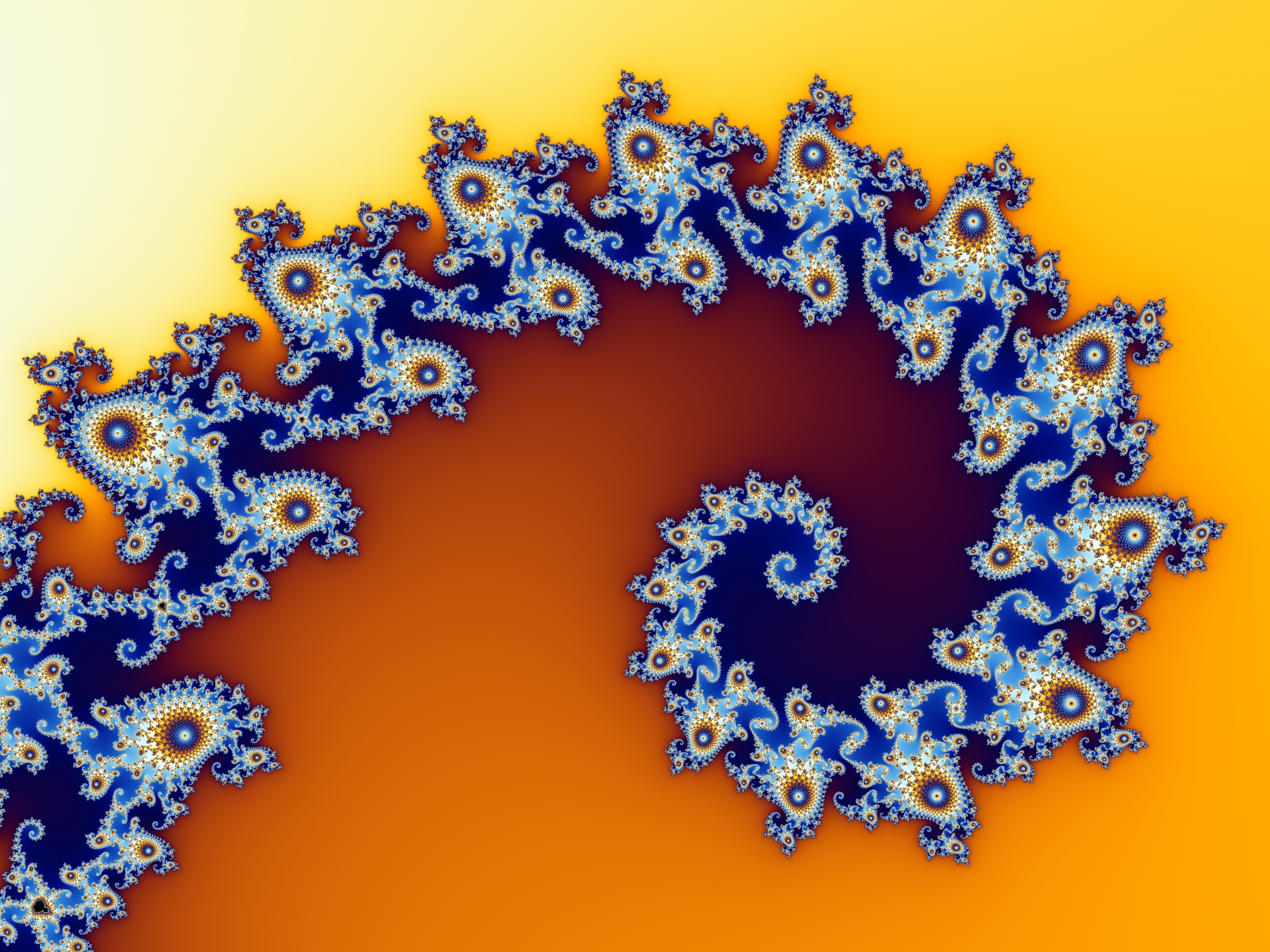
Un détail de l'ensemble de Mandelbrot

## Propriétés mathématiques

### Équations
Une spirale logarithmique a une équation polaire de la forme :
{\displaystyle r=ab^{\theta }} avec a , b deux réels positifs (b différent de 1) ou r = a em θ avec m réel non nul.
Elle possède pour équation paramétrée : 
{\displaystyle {\begin{cases}x=ab^{\theta }\cos \theta \\y=ab^{\theta }\sin \theta .\end{cases}}}

### Spirale équiangle

Une spirale logarithmique coupe tous les rayons suivant le même angle.

La tangente à la courbe au point M fait avec la droite (OM) un angle constant α vérifiant la propriété suivante :
{\displaystyle \tan \alpha ={\frac {1}{\ln b}}}
où ln b représente le logarithme népérien de b.
Cette propriété est caractéristique des spirales logarithmiques qui sont de ce fait souvent appelées spirales équiangles.

### Longueur d'un arc
Un calcul montre que la longueur de l'arc entre l'origine O et le point M de la spirale est proportionnelle à OM. Le coefficient de proportionnalité est égal à la racine carrée de 1 + 1/ln2b. Si α est l'angle selon lequel la spirale coupe les rayons, ce coefficient de proportionnalité est donc égal à 1/cos α.
De cette propriété se déduit le phénomène suivant : si l'on fait rouler une spirale logarithmique sur sa tangente, le centre de la spirale se déplace sur une droite.

### Aire balayée
L'aire balayée par le rayon OM du point M jusqu'au centre de la spirale est proportionnelle au carré du rayon OM. Ce coefficient de proportionnalité est de 1/(4 lnb), soit encore (tan α)/4.

### Rayon de courbure
On peut aussi démontrer que le rayon de courbure R est directement proportionnel à r selon la loi suivante :
{\displaystyle R={\frac {r}{\sin \alpha }}}.
Il est alors facile de trouver le centre du cercle osculateur passant « au plus près » de la spirale au point M. Il suffit de tracer la perpendiculaire à la tangente en M ainsi que la perpendiculaire à (OM) passant par O. Les deux perpendiculaires se coupent en C, centre du cercle osculateur.

### Invariances
Une rotation de la spirale autour de O d'un angle θ0 équivaut à une homothétie de centre O et de rapport b−θ0. On peut donc remarquer que la spirale logarithmique est invariante par similitude d'angle θ0 et de rapport b−θ0.
La développée d'une spirale logarithme, c'est-à-dire  l'ensemble des centres de courbure, ou l'enveloppe des normales à la courbe est une spirale logarithmique de même nature, ayant subi une rotation. Réciproquement la courbe développante d'une spirale logarithmique est encore une spirale logarithmique de même type. 
La podaire d'une spirale logarithmique par rapport à son centre, c'est-à-dire le lieu des projetés de O sur les tangentes à la spirale, est encore une spirale logarithmique de même type. Comme la courbe orthotomique par rapport à O d'une courbe est l'image de la podaire correspondante dans l'homothétie de centre O et de rapport 2, la courbe orthotomique d'une spirale logarithmique est encore une spirale logarithmique de même type. Enfin, comme la caustique par rapport à O d'une courbe est la développée de l'orthotomique, la caustique d'une spirale logarithmique est encore une spirale logarithmique de même type.

### Projections
Michel Chasles définit les spirales comme les projetés de la courbe obtenue comme intersection d'une hélicoïde et d'une surface de révolution de même axe. La projection se fait orthogonalement à cet axe. Dans le cas de la spirale logarithmique, la surface de révolution est une courbe logarithmique tournant autour de son asymptote. En effet, en coordonnées cylindriques (r , θ , z), l'hélicoïde a pour équation :
{\displaystyle z=k\theta +\varphi },
et la surface de révolution engendrée par la courbe logarithmique a pour équation :
{\displaystyle z=\ln r},
leur intersection se projette sur le plan de base en la courbe d'équation :
{\displaystyle \ln(r)=k\theta +\varphi },
que l'on peut traduire, si k = ln b et φ = ln a, en :
{\displaystyle r=ab^{\theta }}.
Halley est le premier à mettre en évidence que la spirale logarithmique est la projection stéréographique d'une courbe loxodromique.